# Vici magister
Vici magister (Plural vici magistri, auch vicomagistri; altgriechisch στενώπαρχος) bezeichnete in der römischen Antike das Mitglied eines Kollegiums, in dessen Verantwortung vor allem der lokale Kult eines vicus, eines Straßenbezirks oder Stadtviertels der Stadt Rom, lag.
Aufgabe der vici magistri war die Sorge für den Larenkult, der an herausragenden Wegkreuzungen und daher zumeist Grenzen eines Vicus gepflegt wurde. Diese Kreuzungen wurden compitum genannt, was sich auf die Lares compitales und ihre kleinen, meist aus Ädikulä und Altären bestehenden Larenheiligtümer übertrug. Darüber hinaus hatten die vici magistri die mit dem Compitumkult verbundenen Feste, die ludi compitales oder compitalicii, zu organisieren. Für einige Jahre zu Beginn des Prinzipats unterstanden ihnen die lokalen Feuerwehren der Stadt Rom. In diesem Zusammenhang übertrug ihnen Augustus auch die Sorge für den Kult der Feuerbrünsten Einhalt gebietenden Stata Mater.

## vici magistriin Rom

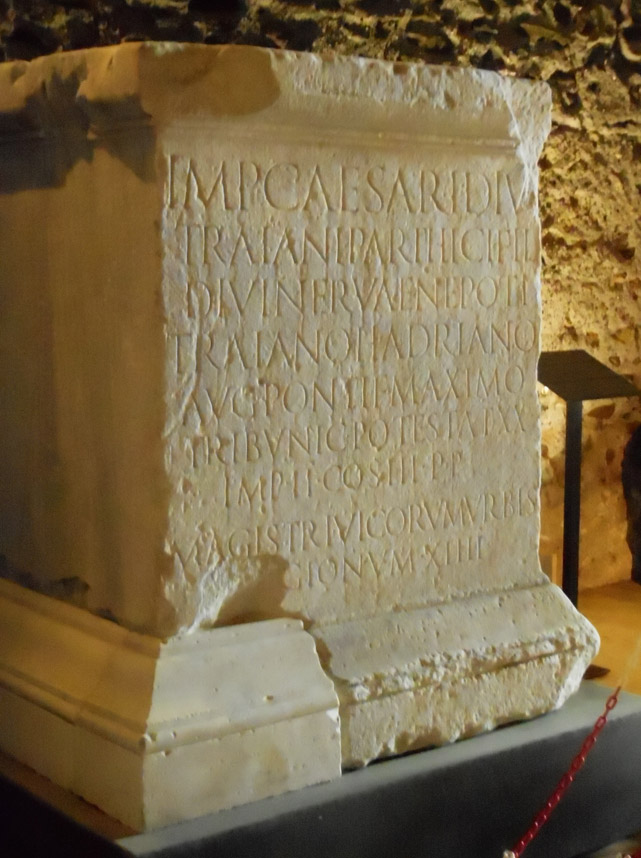
Basis Capitolina (CIL 6, 975), Kapitolinische Museen, Rom

### Geschichte und Organisation
Die vici magistri sind schon in der Zeit der Römischen Republik belegt. Nach dem Kommentar des Asconius Pedianus zu Marcus Tullius Ciceros Rede In L. Calpurnium Pisonem werden sie meist als Angehörige der eigentlich privat organisierten magistri collegiorum republikanischer Zeit identifiziert, die Vereine unterschiedlicher Zielsetzung, sogenannten collegia, leiteten. Allerdings ist die Frage, inwieweit der vici magister in republikanischer Zeit ein privates oder öffentliches Amt versah, Gegenstand der Diskussion. Livius erwähnt bereits für das Jahr 428 v. Chr. auf die vici bezogene Kulte und Heiligtümer, was allgemein als Projektion seiner eigenen Zeit für eine derartige Beziehung zwischen Stadtvierteln und Lokalheiligtümern angesehen wird.
Wie auch andere Kollegien gerieten die der vici magistri in die politischen Unruhen der späten Republik, wurden von politisch interessierten Seiten instrumentalisiert und daher auf Betreiben der Optimaten im Jahr 64 v. Chr. verboten. Sechs Jahre später ließ der Konsul Lucius Calpurnius Piso, scharfer Gegner Ciceros und Schwiegervater Gaius Iulius Caesars, sie wieder zu, was ihm der Optimat Cicero in seiner Anklage gegen Piso vorwarf, doch schränkte bald darauf Caesar ihre Handlungsfreiheit wieder ein. Spätestens mit der lex Iulia municipalis aus dem Jahr 45 v. Chr. unterstanden die vici der magistratischen Verwaltung durch Ädile, wobei insbesondere die kurulischen Ädile für Kultangelegenheiten zuständig waren.
Im Jahr 12 v. Chr. nahm Augustus eine große Reform zur Gliederung der Stadt Rom in Angriff, die er 7 v. Chr. abschloss. Im Rahmen dieser Reform ordnete er Rom in 14 Regionen. Auf diese Regionen verteilte er die 265 vici der Stadt, von Plinius gar compita Larum genannt. In diesem Zusammenhang wurden nicht nur Grenzen neu gezogen, wobei sich Augustus weitgehend an den alten Bezirken der compita orientierte, sondern auch unrechtmäßig angeeignetes öffentliches Gelände wieder in den Besitz des Staates überführt und der Larenkult wiederbelebt. Vorbildhaft ging Augustus voran und erneuerte selbst den zentralen Tempel der Laren am höchsten Punkt der Via Sacra, wie er in seinem Tatenbericht betont.
Je vier vici magistri, unterstützt von vier ministri, standen nun dem Compitalkult eines vicus vor, wobei die magistri meist aus dem Stand der Freigelassenen, die ministri hingegen Sklaven der öffentlichen Hand, servi publici, waren. Im Jahr 136 beispielsweise waren von den 275 auf der basis Capitolina genannten vici magistri nur 36 freigeborene Römer. Ab dem Jahr 7 v. Chr. wurden sie für ein Jahr gewählt, und zwar aus den Einwohnern des vicus, wobei Wiederwahl möglich war. Die Kollegien der vici magistri, die ihr Amt am 1. August eines Jahres antraten, wurden ab Einführung des Magisteriums durchgezählt, so dass die des ersten Jahres primi anni, die des zweiten Jahres secundi anni oder – wie etwa beim compitum Acili – vici magistri secundi und so weiter hießen. In Rom wurde 1928 eine Inschrift mit der über Jahrzehnte reichenden Auflistung von vici magistri gefunden, die aufgrund ihres kalendarischen Charakters fasti magistrorum vici genannt wird. Die Fasten beginnen 43 v. Chr. mit dem ersten Konsulat des Augustus und wurden wohl 2 v. Chr. verfasst, allerdings noch bis in das Jahr 3 n. Chr. ergänzt.
Die vici magistri unterstanden ab der augusteischen Reform den Magistraten, die für die Verwaltung der Regionen zuständig waren und durch Los aus den Ädilen, Prätoren und Volkstribunen zugewiesen wurden. Bis wenigstens in hadrianische Zeit scheint diese Organisationsform der basis Capitolina nach unverändert geblieben zu sein. Spätestens unter Konstantin dem Großen wurden sie jedoch neu strukturiert. Ihre Anzahl wurde nicht mehr nach den vici bestimmt, sondern jede Region hatte laut Notitia und Curiosum des im frühen 4. Jahrhundert verfassten Regionenkatalogs der Stadt Rom – unabhängig von der Anzahl der in ihr zusammengefassten Stadtviertel – 48 vici magistri, die pro Region zwei curatores unterstellt waren. Insgesamt gab es in konstantinischer Zeit somit 672 vici magistri gegenüber den 1060 der augusteischen Reform.

### Aufgaben
Zum Kult der beiden Lares Compitalicii in allen compita kam der Kult des Genius Augusti hinzu, der von den vici magistri gepflegt werden musste. Spätere Kaiser fügten ihren je eigenen Genius dem Larenkult hinzu. In diesem Rahmen waren die vici magistri für den Bau und die Instandhaltung der kleinen Sacella verantwortlich, holten bei den für die Aufsicht über die Regionen zuständigen Magistraten nötige Baugenehmigungen sowie Bauabnahmen ein und vollzogen die Opfer für Laren und den Genius Augusti.
In ihren Aufgabenbereich fiel weiterhin die Ausrichtung der Compitalia, die zur Zeit Ciceros am 1. Januar, in der späteren Kaiserzeit vom 3. bis zum 5. Januar begangen wurden. Während der Spiele nahmen die vici magistri niedere Polizeiaufgaben wahr, trugen aus diesem Grund die Toga praetexta, was sie mit dem Insignium eines kurulischen Beamten, dem Purpustreifen, auszeichnete, und wurden bei ihren Dienstgeschäften von zwei Liktoren begleitet, was ihr für die Zeit des Festes übertragenes Imperium zum Ausdruck brachte. Zu ihren untergeordnet administrativen Aufgaben gehört auch die Sorge um die Feuerwehren Roms, die bis zur Einrichtung der ab dem Jahr 6 n. Chr. hierfür verantwortlichen cohortes vigilum unter Führung des regionsleitenden Magistraten in den Zuständigkeitsbereich der vici magistri gehörten. Hierfür wurden ihnen staatliche Sklaven bereitgestellt.
Daher fiel auch der Kult der dem Feuer Einhalt gebietenden Stata Mater in ihre Zuständigkeit – eine Verantwortung, die sie nach der Einrichtung der cohortes vigilum unter Führung übergeordneter Magistrate weiterhin wahrzunehmen hatten. Als subalterne Magistrate wurden sie zudem in die Verteilung des Getreides eingebunden, für die sie die Bewohner ihre Stadtviertels erfassten und  auf diese Weise dem Praefectus annonae zuarbeiteten. Auch scheinen sie bei der Verteilung kaiserlicher Legate beteiligt oder selbst Empfänger derselben gewesen zu sein.

## vici magistriaußerhalb Rom
Die Einteilung der Städte in vici sowie die Einführung von Compitalkulten ist auch außerhalb Roms nachzuweisen. Zumindest in Städten Italiens sind die Kollegien der vici magistri anzutreffen. In Pompeii nennt eine Inschrift ein collegium der mag(istri) vici et compiti. Die Inschrift stammt aus dem Jahr 47 oder 46 v. Chr., also aus dem Jahr unmittelbar vor der Munizipalgesetzgebung Caesars. Sie bestätigt, dass das Compitalwesen bereits in voraugusteischer Zeit in den Munizipien Italiens verbreitet und wie in Rom an die Stadteinteilung in vici gebunden war. Im Gegensatz zu Rom fehlt etwa in Pompeii die Verbindung mit dem Kult des Genius Augusti, der ab augusteischer Zeit in Rom verbindlicher Bestandteil eines jeden Compitums war. Auch aus Verona und Neapel sind entsprechende Kollegien bekannt, ebenso aus Ostia. Mit der Verbreitung des vicus als Siedlungsform in den römischen Provinzen erscheinen vici magistri selbst in weiter vom Zentrum entfernten Gebieten wie im slowenischen Nauportus oder in Salodurum, dem heutigen Solothurn.
Kompitalkulte pflegten die Römer auch außerhalb Italiens. Bekanntestes Beispiel ist die „Agora der Kompetaliasten“ auf Delos, die nach einem entsprechenden Compitalkultverein benannt ist. Der Verein der Kompetaliasten (κομπεταλιασταί) ist erstmals für das Jahr 97/96 v. Chr. inschriftlich nachweisbar. Sie besaßen auf der Agora einen zentralen Tempel der Lares Compitales, waren meist Freigelassene und Sklaven, aber nach ihren Bildnissen auf Wandgemälden als Römer in Toga, teils mit Purpursteifen, also in der für die vici magistri typischen toga praetexta dargestellt. Außerdem opferten sie auf den Bildnissen nach römischem Ritus, das heißt capite velato („mit bedecktem Haupt“). Auch veranstalteten sie Spiele für die Lares Compitales. Ein Amt wie das der vici magistri ist in dem Zusammenhang allerdings nicht genannt.